# بولونا دورنيك
بولونا دورنيك (بالسلوفينية: Polona Dornik) مواليد 20 نوفمبر 1962 في ليوبليانا، جمهورية يوغوسلافيا الاشتراكية الاتحادية، هي لاعبة كرة سلة سلوفينية معتزلة. مثلت منتخب بلادها. شاركت في دورة الألعاب الأولمبية الصيفية سنة 1984. لعبت مع نادي يجيكا لكرة السلة في الدوري السلوفيني لكرة السلة للسيدات ونادي سيلتا دي فيغو لكرة السلة.

## سجل المنافسة
شاركت في المنافسات التالية:
- الألعاب الأولمبية الصيفية 1984
- الألعاب الأولمبية الصيفية 1988
- كأس العالم لكرة السلة للسيدات 1983

## روابط خارجية
- بولونا دورنيك على موقع الاتحاد الدولي لكرة السلة (الإنجليزية)
- بولونا دورنيك على موقع الاتحاد الدولي لكرة السلة (الإنجليزية)
- بولونا دورنيك على موقع سبورتس رفرنس (الإنجليزية)
- بولونا دورنيك على موقع اللجنة الأولمبية الدولية (الإنجليزية)
- بولونا دورنيك على موقع أوليمبيديا (الإنجليزية)